# HTML 편집기 목록
아래는 HTML 편집기 목록이다.

## 소스 코드 편집기
- 액티브스테이트 코모도
- Alleycode HTML Editor
- Aptana
- Arachnophilia
- 아톰
- BBEdit
- 블루피시
- 브래킷
- 코다
- Codelobster
- 커피컵 HTML 에디터
- E 텍스트 에디터
- 이클립스 (Web Tools Platform 포함 시)
- 에디트플러스
- 이맥스
- 엠에디터
- Geany
- HTML-Kit
- 홈사이트
- 마이크로소프트 비주얼 스튜디오
- 노트패드++
- 넷빈즈
- 노트탭
- PHPEdit
- PhpStorm IDE
- Programmer's Notepad
- PSPad
- RJ TextEd
- SciTE
- Smultron
- 서브라임 텍스트
- TED 노트패드
- 텍스트메이트
- 텍스트패드
- TextWrangler
- TopStyle
- 울트라에디트
- Vim
- Web Architect
- 웹스톰

## 위지위그 편집기
- 어도비 드림위버
- 어도비 뮤즈
- 어마야
- BlueGriffon
- CKEditor
- EZGenerator
- FirstPage
- 프리웨이
- Froala Editor
- 구글 웹 디자이너
- 하이퍼 퍼블리시
- 짐도
- KompoZer
- Macaw Web Editor
- Maqetta
- 마이크로소프트 익스프레션 웹
- 마이크로소프트 셰어포인트 디자이너
- 마이크로소프트 비주얼 웹 디밸로퍼 익스프레스
- 마이크로소프트 퍼블리셔
- 마이크로소프트 웹매트릭스
- 넷오브젝츠 퓨전
- openElement
- 오페라 드래곤플라이
- Quanta Plus
- 로켓케이크
- Sandvox
- 시몽키 컴포저
- Silex website builder
- 스냅에디터
- TinyMCE
- tkWWW
- TOWeb
- UltraEdit
- 시각편집기
- Webflow
- WebPlus
- Wix.com
- 월드와이드웹

### 워드 프로세서
워드 프로세서가 HTML 편집기과 동일시되지는 않지만, 다음의 워드 프로세서들은 HTML 문서의 열기, 편집, 저장을 지원한다. 이 중 마이크로소프트 워드는 문서에 상당한 마크업을 삽입한다.
- 애비워드
- 애플 페이지
- 애플웍스
- 마이크로소프트 워드
- 리브레오피스 라이터
- 오픈오피스
- 워드퍼펙트
- 킹소프트 오피스

## WYSIWYM 편집기
- Lyx
- WYMeditor

## 개발이 중단된 편집기
- 어도비 고라이브 (어도비 드림위버가 대체)
- 어도비 페이지밀 (어도비 고라이브가 대체)
- AOLpress
- 애플 iWeb
- 클라리스 홈 페이지 (애플 iWeb이 대체)
- 핫도그(HotDog)
- HoTMetaL (XMetaL이 대체)
- 매크로미디어 홈사이트 (어도비 드림위버가 대체)
- 마이크로소프트 익스프레션 웹
- 마이크로소프트 프론트페이지 (마이크로소프트 익스프레션 웹, 마이크로소프트 셰어포인트 디자이너가 대체)
- 넷스케이프 컴포저
- 모질라 컴포저 (엔뷰, KompoZer, 시몽키 컴포저가 대체)
- 엔뷰 (BlueGriffon이 대체)

## 같이 보기
- 콘텐츠 관리